# أزمة البرتغال المالية 2010- 2014
كانت الأزمة المالية البرتغالية 2010-2014 جزءًا من الركود الأوسع للاقتصاد البرتغالي الذي بدأ في عام 2001 وربما انتهى في الفترة بين عامي 2016-2017. كانت غالبًا الفترة من 2010 إلى 2014 الجزء الأصعب والأكثر تحديًا من الأزمة الاقتصادية بأكملها. تضمنت هذه الفترة خطة إنقاذ دولية 2011-2014 للبرتغال وتميزت بسياسة تقشف مكثفة، كانت هذه الفترة من أشد فترات أزمة 2001-17.
توقف النمو الاقتصادي في البرتغال في 2001- 2002؛ بدأ الركود الاقتصادي (الدولي) في ضرب البرتغال في عام 2008 بعد سنوات من الأزمة الاقتصادية الداخلية، وأدى في النهاية إلى عجز البلاد عن سداد أو إعادة تمويل ديونها الحكومية دون مساعدة من أطراف ثالثة.
تقدمت البرتغال في أبريل 2011 بطلب للحصول على برامج الإنقاذ واستقطبت 78.0 مليار يورو من صندوق النقد الدولي، وآلية الاستقرار المالية الأوروبية، وصندوق الإنقاذ المالي الأوروبي في سبيل منع حدوث حالة عجز عن تسديد الديون.
انتهت خطة إنقاذ البرتغال في مايو 2014، في نفس العام الذي ظهر فيه النمو الاقتصادي الإيجابي من جديد بعد ثلاث سنوات من الركود. قللت الحكومة من العجز في الموازنة بنسبة 2.1٪ في عام 2016 (وهو أدنى مستوى منذ استعادة الديمقراطية في عام 1974)، وقد نما الاقتصاد بنسبة 2.7٪ (أعلى معدل نمو منذ عام 2000) في عام 2017.

## الأسباب

### الاضطراب في الأسواق المالية
بعد أزمة 2007- 2008 المالية، عُرف في الفترة بين 2008- 2009 بمراكمة بنكين برتغاليين (بنك الأعمال البرتغالي والبنك البرتغالي الخاص) لخسائرهما لسنوات بسبب سوء الاستثمارات والاختلاس وتزوير الحسابات. كانت حالة بنك الأعمال البرتغالي خطيرة بشكل خاص بسبب حجم البنك وحصته في السوق والآثار السياسية للحالة، إذ حافظ رئيس البرتغال آنذاك، كافاكو سيلفا، وبعض حلفائه السياسيين، على علاقات شخصية وتجارية مع البنك ورئيسه التنفيذي، الذي اتُهم في النهاية وأُلقي القبض عليه بتهمة الاحتيال وجرائم أخرى. قررت الحكومة البرتغالية منحهما خطة إنقاذ، في نهاية المطاف بعد خسارة دافعي الضرائب المستقبلية، في إطار تجنب الأزمة المالية الخطيرة المحتملة في الاقتصاد البرتغالي.
تجدد القلق بشأن المستويات المفرطة للديون في بعض دول الاتحاد الأوروبي، وبصورة أعم، حول صحة اليورو الممتدة من أيرلندا واليونان إلى البرتغال وإسبانيا وإيطاليا في الأسابيع الأولى من عام 2010. استخدم محللو السندات الدوليون والأكاديميون والصحافة الاقتصادية الدولية في عام 2010 اختصارات بيغز (خنازير) وبييغز على نطاق واسع عند الإشارة إلى هذه الاقتصادات منخفضة الأداء.
وصل بعض صانعي السياسة الألمان إلى حد القول إنه يجب فرض عقوبات قاسية على عمليات الإنقاذ الطارئة لليونان وعلى المستفيدين من المساعدات القادمة من الاتحاد الأوروبي.
يشير روبرت فيشمان، في مقال نشرته صحيفة نيويورك تايمز «خطة إنقاذ البرتغال غير الضرورية» إلى وقوع البرتغال ضحية موجات مضاربة متتالية ناتجة عن ضغوط تجار السندات ووكالات التقييم والمضاربين. امتلكت البرتغال أحد أفضل معدلات الانتعاش الاقتصادي في الاتحاد الأوروبي في الربع الأول من عام 2010، قبل الضغط الناجم عن الأسواق.
تطابقت البرتغال من منظور الطلب الصناعي في البلاد والصادرات والابتكار الريادي والتحصيل العلمي رفيع المستوى، مع جيرانها في أوروبا الغربية أو حتى تجاوزتهم. ومع ذلك، خلق الاقتصاد البرتغالي مشاكله الخاصة على مدى فترة طويلة من الزمن، والتي وصلت إلى ذروتها من خلال الأزمة المالية.
عززت سياسات التوظيف المستمرة والدائمة عدد موظفي الخدمة العامة الزائدين عن الحاجة. أُسيئت إدارة مخاطر الائتمان، وإنشاء الدين العام، والصناديق الهيكلية والتماسكية الأوروبية على مدار أربعة عقود تقريبًا.
خفضت وكالة التقييم «موديز» لخدمات المستثمرين تصنيف السندات الحكومية في البرتغال بمقدار درجتين من Aa2 إلى A1 في صيف عام 2010. زادت ديون البرتغال زيادة حادة مقارنة بإجمالي الناتج المحلي نظرًا إلى الإنفاق على المحفزات الاقتصادية. لاحظت وكالة موديز أن ارتفاع الديون سيؤثر بشكل كبير على اقتصاد الحكومة قصير الأمد.

### تدابير التقشف وسط زيادة الضغط على السندات الحكومية
أعلنت الحكومة البرتغالية في سبتمبر من عام 2010 عن حزمة تقشف جديدة تتبع شركاء آخرين في منطقة اليورو، من خلال سلسلة من الزيادات الضريبية وخفض رواتب موظفي الخدمة العامة. وصل العجز في عام 2009 إلى 9.4% وهو أحد أعلى معدلات العجز في منطقة اليورو وفوق حد ميثاق الاستقرار والنمو للاتحاد الأوروبي البالغ 3% بشكل كبير.
بلغت أقساط علاوة المخاطرة في السندات البرتغالية أعلى مستوياتها في تاريخ اليورو في نوفمبر من نفس العام، مع قلق المستثمرين والدائنين من احتمال فشل البلاد في كبح عجز ميزانيتها وديونها. وصل عائد السندات الحكومية في البلاد لمدة 10 سنوات إلى 7%، وهو المستوى الذي دفع وزير المالية البرتغالي فرناندو تيكسيرا دوس سانتوس في السابق إلى القول إنه سيترتب على البلاد طلب مساعدة مالية من المؤسسات الدولية.
وصل معدل البطالة في نفس العام إلى قيمة مرتفعة بلغت نحو 11٪، وهو رقم لم تشهده البلاد منذ أكثر من عقدين، في حين ظل عدد موظفي الخدمة العامة مرتفعًا للغاية.
استقال خوسيه سوكراتيس في 23 مارس من عام 2011 بعد إقرار اقتراح حجب الثقة برعاية جميع أحزاب المعارضة الخمسة في البرلمان بسبب تخفيضات الإنفاق وزيادة الضرائب.
طلبت البرتغال حزمة إنقاذ بقيمة 78 مليار يورو من صندوق النقد الدولي والاتحاد الأوروبي في النصف الأول من عام 2011 في محاولة منها لتحقيق الاستقرار في مواردها المالية العامة. تمكنت الحكومة البرتغالية برئاسة بيدرو باسوس كويلو من تنفيذ تدابير لتحسين الوضع المالي للدولة بعد الإعلان عن خطة الإنقاذ، وبدأ يُنظر إلى البلاد على أنها تتحرك على المسار الصحيح؛ ولكن أدى ذلك أيضًا إلى زيادة قوية في معدل البطالة إلى أكثر من 15 في المئة في الربع الثاني من عام 2012، وكان من المتوقع أن يرتفع أكثر في المستقبل القريب.

## رفض شروط التقشف والأزمة السياسية
فشل حزب اليمين الحاكم في تحقيق أغلبية عملية في الانتخابات البرلمانية التي جرت في أكتوبر من عام 2015 على الرغم من فوزه في الانتخابات بفارق كبير. شُكّل ائتلاف يساري مناهض للتقشف بعد الانتخابات وحقق 51٪ من الأصوات و53٪ من النواب المنتخبين؛ ومع ذلك، رفض رئيس البرتغال في البداية السماح للتحالف اليساري بالحكم، داعياً ائتلاف قلة اليمين إلى تشكيل الحكومة.
تشكلت الحكومة في نوفمبر من عام 2015 واستمرت 11 يومًا حتّى فقدت الثقة. دعا الرئيس الحزب الاشتراكي في نهاية المطاف إلى تشكيل حكومة يدعمها 123 من أصل 230 نائبًا في البرلمان من جميع الأحزاب باستثناء الائتلاف اليميني السابق الذي اخترق صفوف حزبين.
تولت الحكومة الجديدة (الحزب الاشتراكي والمستقلون) السلطة في نوفمبر من عام 2015 بأغلبية برلمانية، وذلك بفضل دعم الكتلة اليسارية والحزب الأخضر والحزب الشيوعي، بالإضافة إلى امتناع حزب رعاية الحيوان. شهد صندوق النقد الدولي في عام 2017 معدل نمو بنسبة وصلت إلى 2.5% ومعدل بطالة أقل من 10%، ولكن تتوقع المفوضية الأوروبية أن يصل دين حكومة البرتغال إلى 128.5% من إجمالي الناتج المحلي.